# Лигинишки
Лигинишки (латыш. Liginiški) — микрорайон города Даугавпилс. Находится в южной части города на левом берегу реки Даугавы.

## История
В 1660 году в Лигинишках был построен первый в Латвии старообрядческий храм, просуществовавший до 1837 года; в 2001 году на перекрестке улиц Базницас и Лигинишку — месте, где стоял храм, был установлен памятный крест.